# Claritas Fossae
Claritas Fossae és una estructura geològica del tipus fossa a la superfície de Mart, situada amb el sistema de coordenades planetocèntriques a -12 ° de latitud N i 273.31 ° de longitud E. Fa 2.030,64 km de diàmetre. El nom va ser fet oficial per la UAI l'any 1973 i pren el nom d'una característica d'albedo.